# Carangoides praeustus
Carangoides praeustus is een straalvinnige vissensoort uit de familie van horsmakrelen (Carangidae). De wetenschappelijke naam van de soort is voor het eerst geldig gepubliceerd in 1830 door Anonymous Bennett.